# Baráth Jenő
Baráth Jenő, teljes nevén Baráth Jenő Miksa (Budapest, 1895. március 6. – Budapest, 1973. január 22.) belgyógyász, az orvostudományok kandidátusa (1952).

## Élete
Baráth András és Fehér Júlia fiaként született. 1919-ben a Budapesti Tudományegyetem Orvostudományi Karán avatták orvosdoktorrá. 1919–1920-ban a Kun utcai Kórházban dolgozott segédorvosként. 1920-ban a Korányi Sándor által vezetett III. sz. Sebészeti Klinikára került, ahol a professzor mellett dolgozott előbb gyakornokként, majd tanársegédként. Az 1920-as években belgyógyász szakorvosi vizsgát tett. 1929–1930-ban a bécsi Collegium Hungaricum ösztöndíjasa volt. Az erek és a vese betegségei című tárgykörből 1932-ben magántanári képesítést szerzett. 1937–1938-ban a Bőrgyógyászati Klinika főorvosa, majd 1938 és 1945 között a Stefánia úti Belgyógyászati Intézet főorvosa lett. 1945-ben a budapesti Pázmány Péter Tudományegyetem a tudományos szakirodalom művelése és az egyetemi oktatás terén kifejtett működése elismeréséül címzetes rendkívüli egyetemi tanári kinevezést adományozott részére. 1945-től 1967-ig a budapesti János Kórház főorvosaként dolgozott; előbb az I. sz. Belgyógyászati Osztályon, majd 1952-től nyugállományba vonulásáig az újonnan szervezett Hypertónia Osztályon, ahol az osztály feladatát a magas vérnyomású betegek korszerű ellátása, a hypertonia patológiájának és terápiájának kutatása képezte. Irányításával jelentős klinikofarmakológiai vizsgálatok folytak. 1952-ben addigi tevékenységéért elnyerte az orvostudományok kandidátusa tudományos fokozatot.
Felesége Jenei Mária volt, akivel 1936. január 30-án Budapesten kötött házasságot.
Hamvasztás utáni búcsúztatását 1973. február 9-én tartották a Farkasréti temetőben.

## Főbb művei
- Kísérletes vizsgálatok az astheniás alkatúak reactio-képességéről, különöstekintettel az immuntestképzésre. (Orvosi Hetilap, 1923, 50.)
- A gyógyszeres pupillareactiók jelentősége belső megbetegedéseknél. (Orvosi Hetilap, 1924, 27.)
- A calciumsók hatása a veseműködésre. Gyurkovich Tiborral. (Orvosképzés, 1925)
- A gyomornedv H-ionceoncentratiójának változása víz, alkohol és ecetsav ivása után. Vándorfy Józseffel. (Magyar Orvosi Archívum, 1928)
- Die experimentellen und klinischen Grundlagen der Therapie mit Calciumsalzen. (Budapest, 1931)
- Kísérletes vizsgálatok a terhességi oedema hajlandóságról. Magyary Kornéllal. (Magyar Orvosi Archívum, 1932)
- A chemo- és pharmakotherapia kritikája. (Orvosképzés, 1932, 5.)
- Az exsudatio és transsudatio keletkezésének physikalis-chemiai tényezői. (Orvosi Hetilap, 1932, 52.)
- A hypertoniák pathogenesise. (Orvosképzés, 1933, 2.)
- A belgyógyászat kézikönyve. 1–2. Többekkel. (Budapest, 1935)
- A budapesti királyi magyar tudományegyetem III. számú belgyógyászati klinikáján használatos gyógyeljárások. (Budapest, 1936)
- Hypertoniák és érbetegségek. Magyar Orvosi Könyvkiadó Társulat. Budapest, 1937
- Nephrosclerosisok. (Orvosképzés, 1937, 3.)
- Subtotalis és totalis thyreoidektomia hatása pajzsmirigy eredetű hypertoniáknál. (Orvosképzés, 1938, 3.)
- Klinikai therapia. Többekkel. (Budapest, 1940)
- Nephrosklerosisok. – A malignus nephrosklerosis. (Orvosképzés, 1940)
- Új módszerek a peripheriás ütőérbetegségek felismerésében. (Orvosi Hetilap, 1940, 37.)
- A peripheriás ütőérbetegségek felismerése és osztályozása. (Orvosok Lapja-Népegészségügy, 1946, 18.)
- A belgyógyászati diagnostica rövid összefoglalása. (Budapest, 1948)
- Túláradó ("isolált") konyhasódiuresis higany diureticumok után éhségvizenyőnél. (Orvosi Hetilap, 1949, 20.)
- Atropin és pilocarpin hatása a vesefiltratióra, Dechlorulatio pilocarpin kezeléssel. Adler Vilmossal. (Orvosi Hetilap, 1952, 11.)
- Az öregedés és a hypertoniás megbetegedések kapcsolatai. (Orvosi Hetilap, 1953, 40.)
- Adatok a hypertoniabetegség és a másodlagos hypertoniás megbetegedések gondozási kérdéseihez. Adler Vilmossal. (Orvosi Hetilap, 1954, 52.)
- Új irányok a vérnyomásemelkedéssel járó betegségek gyógyszeres kezelésében I. Gyógykezelés veratrum alkaloidákkal. Tarján Pongráccal. (Orvosi Hetilap, 1955, 16.)
- Új irányok a hypertoniás megbetegedések gyógyszeres kezelésében II. Kísérletes vizsgálatok új magyar készítményekkel. Tarján Pongráccal, Csipak Zsuzsannával. (Orvosi Hetilap, 1955, 17.)
- Új módszer a hypertoniás megbetegedések gyógyszeres kezelésében. Tarján Pongráccal. (Orvosi Hetilap, 1956, 10.)
- Kísérletes vizsgálatok a vérfehérjék és vérlipoidok változásairól arterioscleroticus betegek intravénás jódkezelése után. Martos Katalinnal, Mayláth Józsefnével és Kőnig Mártával. (Orvosi Hetilap, 1958, 18.)
- Kísérletes vizsgálatok az érrendszer egyes területein talált zárókészülékek szerepéről. Temesrékási Dénessel. (Orvosi Hetilap, 1958, 39.)
- Vergleichende Untersuchungen über den Mechanismus der periphergefässesweiternden Wirkung des Hydergins. Adler Vilmossal. (Acta Medica, 1952)
- Hypertonia: arteriosclerosis. (A gyakorló orvos könyvtára. Budapest, 1959)
- Kísérletes vizsgálatok egy új diureticum (dihydrochlorothiazid) vérnyomáscsökkentő hatásáról. Tarján Pongráccal. (Orvosi Hetilap, 1959, 47.)
- Új utak a vérnyomásemelkedéssel járó megbetegedések gyógyszeres kezelésében. Tarján Pongráccal. (Orvosi Hetilap, 1961, 27.)
- The Role of Functional Factors and Special Vascular Sphincter Apparatuses in Myocardial Infarction. Veres Józseffel, Csörgey Mártával. (Acta Medica, 1966)

## Díjai, elismerései
- III. osztályú vitézségi érem
- Károly-csapatkereszt
- Kiváló orvos (1952)
- Munka Érdemrend arany fokozata (1967)[4]